# Micareaceae
Micareaceae is een botanische naam voor een familie van korstmossen behorend tot de orde Lecanorales. Het typegeslacht is Micarea. Deze familie is later heringedeeld naar de familie Trapeliaceae.